# Esterka (województwo łódzkie)
Esterka – wieś w Polsce, położona w województwie łódzkim, w powiecie skierniewickim, w gminie Nowy Kawęczyn. W dawnych księgach metrykalnych (XVIII - XX w.) wieś występuje pod nazwą Samorządka.
| SIMC    | Nazwa | Rodzaj    |
| ------- | ----- | --------- |
| 0734245 | Orłów | część wsi |

W latach 1975–1998 wieś administracyjnie należała do województwa skierniewickiego.